# Кёльнская война
Кёльнская война (1583—1588) — вооружённый конфликт на религиозной почве в Кёльнском курфюршестве, церковном государственном образовании в составе Священной Римской империи, располагавшемся на территории современной земли Северный Рейн-Вестфалия в Германии. Конфликт произошёл в контексте протестантской Реформации и последующей Контрреформации на территории германских государств, а также одновременно с восстанием в Нидерландах и религиозными войнами во Франции.
Поводом к конфликту стала так называемая «духовная оговорка» (лат. reservatum ecclesiasticum) в Аугсбургском религиозном мире (1555 год), «защищающая» церковные территории Священной Римской империи в соответствии с принципом Cuius regio, eius religio («чья страна, того и вера») для определения религиозной принадлежности той или иной территории. Согласно этому принципу курфюрст в случае перехода в протестантизм должен отречься от престола, вместо того чтобы заставлять своих подданных менять веру.
В декабре 1582 года курфюрст Кёльна Гебхард Трухсес фон Вальдбург перешёл в протестантизм. В соответствии с духовной оговоркой он должен был отречься от престола, однако вместо этого он объявил о равенстве религий в своём государстве, а в 1583 году женился на Агнес фон Мансфельд-Эйслебен, намереваясь превратить страну из церковного в светское династическое герцогство. Представители духовенства в ответ на это избрали нового архиепископа, Эрнста Баварского.
13—14 ноября 1583 года Фердинанд Баварский (брат Эрнста) и герцог Аренберг захватили замок курфюрста в Поппельсдорфе. 18 ноября началась осада Годесберга, 17 декабря этот замок был взят католиками.
Первоначально армии соперничающих кёльнских архиепископов сражались за контроль над участками территории государства. Некоторые из баронов и графов, имевших территории с феодально зависимыми от них крестьянами в курфюршестве, имели также такие же территории в близлежащих землях: Вестфалии, Льежском епископстве и Южных Нидерландах. Из-за сложностей, связанных с переделом ленных поместий и династическими апанажами, изначально «локальная» война увеличилась в своих масштабах: на стороне протестантов в ней стали участвовать войска курфюршества Пфальца, а также голландские, шотландские и английские наёмники, на католической — баварские и папские наёмники.
В 1586 году масштабы конфликта увеличились по причине начала непосредственного участия в нём испанских войск и итальянских наемников на стороне католиков, а также финансовой и дипломатической поддержки протестантов французским королём Генрихом III и английской королевой Елизаветой I.
Одним из решающих сражений стала битва при Верле 3—8 марта 1586 года, в результате которой Вальдбург окончательно потерял репутацию и увяз в долгах, из-за чего не мог участвовать в дальнейшей борьбе за титул архиепископа Кёльнского.
По времени этот конфликт совпал с голландским восстанием 1568—1648 годов, вследствие чего восставшие нидерландские провинции и Испанское королевство приняли в нём участие. Кёльнская война, победу в которой одержали католики, привела к консолидации власти дома Виттельсбахов в северо-западных германских территориях и «католическому возрождению» в области нижнего Рейна. Этот конфликт также создал прецедент для дальнейших вмешательств извне в германские религиозные и династические конфликты.

## Предыстория
До XVI века католицизм был единственной официальной христианской религией в Священной Римской империи. Первоначально Мартин Лютер призывал к реформе церковных доктрин и практики, но после отлучения от церкви его идеи воплотились в совершенно отдельном религиозном движении лютеранства. Первоначально отвергнутая императором Священной Римской империи Карлом V как несущественный спор между монахами, идея реформирования считавшихся непогрешимыми и неприкосновенными в католическом учении церковных доктрин усилила противоречия и конкуренцию на многих территориях империи и быстро перешла к формированию вооруженных группировок, которые усугубили существующие социальные, политические и территориальные недовольства. Эта напряженность воплотилась в таких союзах, как протестантский Шмалькальденский союз, через который многие князья соглашались защищать друг друга от посягательств на их территории и местную власть; в отместку оставшиеся верными католической церкви князья сформировали Католическую лигу. К середине 1530-х годов немецкоязычные государства Священной Римской империи превратились в вооруженные группировки, определяемые семейными узами, географическими потребностями, религиозной принадлежностью и династическими устремлениями. Религиозный вопрос как подчеркивал, так и маскировал эти светские конфликты.
Князья и духовенство одинаково понимали, что институциональные злоупотребления мешают практике верующих, но они не соглашались с решением проблемы. Протестанты считали, что необходима реформа доктрины (особенно в отношении церковных учений об оправдании, индульгенциях, чистилище и папстве), в то время как католики хотели реформировать только нравы духовенства, не жертвуя доктриной. Папа Павел III созвал собор для изучения проблемы в 1537 году и провел несколько внутренних институциональных реформ, направленных на устранение некоторых из самых вопиющих пребендарских злоупотреблений, симонии и кумовства; несмотря на усилия императора Карла V и римского понтифика, объединение двух направлений веры потерпело крах из-за разных концепций «Церкви» и принципа оправдания. Католики придерживались традиционного учения о том, что только католическая церковь является единственной истинной церковью, в то время как протестанты настаивали на том, что основанная Христом Церковь невидима и не привязана ни к одному религиозному учреждению на земле. Что касается оправдания, то лютеране настаивали на том, что оно происходит только по вере, в то время как католики придерживались традиционной католической доктрины, согласно которой оправдание включает в себя как веру, так и активное милосердие. Шмалькальденский союз созвала свой собственный вселенский собор в 1537 году и выдвинул несколько заповедей веры. Когда делегаты собрались в Регенсбурге в 1540—1541 гг., они согласились с учением о вере и оправдании, но не смогли договориться о таинствах, исповеди, отпущении грехов и определении церкви. Католические и лютеранские приверженцы казались ещё более далекими друг от друга, чем когда-либо; лишь в нескольких городах обе конфессии могли жить вместе хотя бы в подобии гармонии. К 1548 году политические разногласия наложились на религиозные вопросы, из-за чего любое соглашение казалось далеким.
В 1548 году Карл объявил interreligio Imperialis (также известный как Аугсбургское временное постановление), с помощью которого он стремился найти точки соприкосновения для религиозного мира. Это усилие оттолкнуло как протестантских, так и католических князей и папство; даже император был недоволен политическими и дипломатическими аспектами того, что составляло половину религиозного урегулирования. Сессии 1551—1552 годов, созванные папой Юлием III на вселенском Тридентском соборе, не решили ни одной из более крупных религиозных проблем, а просто подтвердили католическое учение и осудили протестантское учение как ересь.

### Усиление раскола
Промежуточное решение императора не удалось. Он приказал созвать общий сейм в Аугсбурге, на котором различные сословия обсудили религиозную проблему и её решение. Сам он не присутствовал и делегировал полномочия своему брату Фердинанду «действовать и разрешать» споры о территории, религии и местной власти. На конференции Габсбург уговаривал, убеждал и угрожал различным делегатам с целью прийти к соглашению по трем важным принципам. Принцип cuius regio, eius religio предусматривал внутреннее религиозное единство внутри государства: религия государя становилась религией государства и всех его жителей. Тем жителям, которые не могли принять религию князя, было разрешено уехать, что было новаторской идеей XVI в.; этот принцип подробно обсуждался различными делегатами, которые, наконец, пришли к соглашению о специфике его формулировки после рассмотрения проблемы и предлагаемого решения со всех возможных сторон. Второй принцип касался особого статуса церковных государств, называемого церковной резервацией, или reservatum ecclesiasticum. Если прелат церковного государства менял свою религию, живущие в этом государстве не должны были этого делать. Вместо этого прелат должен был уйти в отставку со своего поста, хотя в соглашении это не было прописано. Третий принцип, известный как декларация Фердинанда, освобождал рыцарей и некоторые города от требования религиозного единообразия, если реформатская религия практиковалась там с середины 1520-х годов, допуская существование нескольких смешанных городов, где католики и лютеране жили бы вместе. Он также защищал право княжеских семей, рыцарей и некоторых городов определять, что означает религиозное единообразие на их территориях. Фердинанд вставил этот пункт в последнюю минуту по собственному усмотрению.

### Проблемы
После 1555 года Аугсбургский мир стал легитимирующим юридическим документом, регулирующим сосуществование лютеранской и католической конфессий на германских землях Священной Римской империи, и послужил смягчению напряженности, но у него было два принципиальных недостатка. Фердинанд торопил принятие статьи о церковной оговорке через дебаты; она не подверглась тщательному анализу и обсуждению, которые сопровождали широкое принятие и поддержку cuius regio, eius religio. Следовательно, его формулировка не охватывала все или большинство потенциальных юридических сценариев. Declaratio Ferdinandei вообще не обсуждалась на пленарном заседании; используя свою власть, чтобы «действовать и решать» Фердинанд добавил её в последнюю минуту, отвечая на лоббирование со стороны княжеских семей и рыцарей.
Хотя эти конкретные недостатки снова стали преследовать империю в последующие десятилетия, возможно, самой большой слабостью Аугсбургского мира была его неспособность принять во внимание растущее разнообразие религиозного самовыражения, появляющееся в евангелических (лютеранских) и реформатских традициях. Другие конфессии приобрели народную, если не юридическую, легитимность за прошедшие десятилетия, и к 1555 году реформы, предложенные Лютером, перестали быть единственной возможностью религиозного самовыражения: анабаптисты, такие как Менно Симонс (1492—1559) и его последователи; последователи Жана Кальвина, которые были особенно сильны на юго-западе и северо-западе; а последователи Ульриха Цвингли были исключены из соображений и защиты по Аугсбургскому миру. Согласно Аугсбургскому соглашению их религиозные убеждения продолжали считаться еретическими.

### Отставка Карла
В 1556 году, с большой помпой и опираясь на плечо одного из своих фаворитов в лице 24-летнего графа Нассау и Оранжа Вильгельма, Карл распределил свои владения. Испанская империя, в которую входили Испания, Нидерланды, Неаполь, Милан и владения Испании в Америке, перешла к его сыну Филиппу. Его брат Фердинанд, который заключил договор в предыдущем году, уже владел австрийскими землями и также был очевидным кандидатом на место Карла на посту императора.
Выбор был уместным. В культурном отношении Филипп был испанцем: он родился в Вальядолиде и вырос при испанском дворе, его родным языком был испанский, и он предпочитал жить там. Фердинанд был знаком с другими князьями Священной Римской империи, и хотя он тоже родился в Испании, он управлял делами своего брата в империи с 1531 года. Некоторые историки утверждают, что Фердинанд также был затронут реформаторскими философиями и, вероятно, был ближе всего к протестантизму больше кого-либо из существовавших императоров; он оставался, по крайней мере номинально, католиком на протяжении всей своей жизни, хотя, как сообщается, он отказался от последнего обряда на смертном одре. Другие историки утверждают, что, хотя Фердинанд был практикующим католиком, в отличие от своего брата, он считал религию вне политической сферы.
Отречение Карла имело далеко идущие последствия в имперских дипломатических отношениях с Францией и Нидерландами, особенно после передачи испанского королевства Филиппу. Во Франции короли и их министры все больше беспокоились об окружении страны Габсбургами и искали союзников против их гегемонии среди приграничных немецких территорий; они даже были готовы вступить в союз с некоторыми протестантскими правителями. В Нидерландах избрание Филиппа в Испанию вызвало особые проблемы; ради гармонии, порядка и процветания Карл не подавлял там Реформацию так жестко, как Филипп, и даже допускал высокий уровень местной автономии. Ярый католик и жестко автократический правитель, Филипп проводил агрессивную политическую, экономическую и религиозную политику по отношению к голландцам, что привело к их восстанию вскоре после того, как он стал королем. Воинственный ответ Филиппа означал оккупацию большей части верхних провинций войсками габсбургской Испании или наемными войсками, а также постоянные передвижения испанских солдат и провизии по испанской дороге из северной Италии через бургундские земли во Фландрию и из неё.

## Повод
Кёльнское курфюршество (нем. Kurfürstentum Köln или Kurköln) как церковное княжество Священной Римской империи включало в себя светские владения архиепископа Кёльна: так называемый Oberstift (южная часть курфюршества), северная часть Нидерштифт, Фест-Рекклингхаузен и герцогство Вестфалия, а также несколько небольших несмежных территорий, отделенных от курфюршества герцогством Юлих-Клеве-Берг. Окруженный территорией курфюршества, Кёльн входил в состав архиепископии, но не в число светских владений курфюрста. Курфюршеством управлял архиепископ, бывший также имперским князем. Как архиепископ, он отвечал за духовное руководство одной из самых богатых кафедр Империи и имел право пользоваться её богатством. Как князь, он принадлежал к высшей социальной категории империи, обладая особыми и обширными юридическими, экономическими и юридическими правами. Как курфюрст, он был одним из тех, кто избирал императора.
Курфюршество получило своё название от города, и Кельн служил столицей архиепископства до 1288 года. После этого архиепископ и курфюрст использовал меньшие города Бонн и Брюль.в качестве столицы и резиденции; к 1580 году они располагались в Бонне. Хотя город Кельн получил статус вольного имперского города в 1478 году, архиепископ сохранил судебные права в городе; он действовал как Vogt, или надзиратель, и сохранял за собой право кровного правосудия (Blutgericht); только он мог налагать так называемые кровавые наказания, которые включали смертную казнь, а также физические наказания, вызывавшие кровопролитие. Несмотря на статус судьи, он не мог въезжать в город, а между городским советом и курфюрстом на протяжении веков складывались политически и дипломатически ненадежные и обычно враждебные отношения.
Должность архиепископа обычно занимал представитель знати, а не обязательно священник; эта широко распространенная практика позволяла младшим сыновьям знатных домов находить престижные и финансово обеспеченные должности без требований священства. Архиепископа и курфюрста избирал соборный капитул, члены которого также служили его советниками. Как члены капитула, они участвовали в мессе или пели её; кроме того, они выполняли и другие обязанности по мере необходимости. От них не требовалось быть священниками, но они могли, если хотели, принять священный сан. Как пребендарии, они получали стипендии из доходов собора; в зависимости от местоположения и богатства собора это может составлять значительный годовой доход. В состав капитула входили 24 каноника различных социальных рангов; у каждого из них было место в хоре в зависимости от их ранга, который, в свою очередь, обычно определялся социальным положением их семей.

### Избрание 1577 года
Когда умер не имевший потомства tплемянник Арнольд, Залентин фон Изенбург в сентябре 1577 гю ушёл с поста курфюрста и в декабре женился на сестре Шарля д’Аренберга Антонии Вильгельмине. Отставка потребовала избрания нового архиепископа и курфюрста из числа капитула собора, появились два кандидата. Гебхард был вторым сыном Вильгельма, Трухзесс из Вальдбург и Йоханны фон Фюрстенберг. Он происходил из линии Якоби династии Вальдбургов; его дядя был кардиналом, и у его семьи были значительные контакты в имперской среде. Эрнст Баварский был третьим сыном герцога Баварии Альбрехта V. Как член могущественного дома Виттельсбахов, Эрнст мог заручиться поддержкой обширных семейных связей во всех католических домах империи; также были контакты в способных оказать давление важных канонических учреждениях в Зальцбурге, Трире, Вюрцбурге и Мюнстере
Эрнст был каноником в Кельне с 1570 года. Его поддерживал соседний герцог Юлиха Вильгельм и несколько союзников в капитуле собора. Несмотря на поддержку папства и влиятельного отца, попытка в 1571 году обеспечить должность коадьютора курфюршества Кёльн потерпела неудачу, поскольку Залентин согласился соблюдать тридентские процедуры; в качестве епископа-коадьютора Эрнст имел хорошие возможности представить себя в качестве логического преемника. Однако с тех пор он продвинулся в других престолах, став епископом Льежа, Фрайзинга и Хильдесхайма, важных оплотов контрреформационного католицизма. Он был карьерным священнослужителем, не обязательно квалифицированным для того, чтобы быть архиепископом на основании его богословской эрудиции, но его семейных связей. Его членство в нескольких капитулах расширило влияние семьи, а его статус пребендария дал ему часть доходов от нескольких соборов. Он получил образование у иезуитов, и папство рассматривало сотрудничество с его семьей как средство ограничить распространение лютеранства и кальвинизма в северных провинциях..
Как младший сын Гебхард подготовился к церковной карьере с широким гуманистическим образованием; помимо родного немецкого, он выучил несколько языков (включая латынь, итальянский, французский), изучал историю и богословие. После учёбы в университетах Диллингена, Ингольштадта, Перуджи, Лёвен и других мест он начал свою церковную карьеру в 1560 году в Аугсбурге. Его поведение в Аугсбурге вызвало скандал; епископ, его дядя, обратился к герцогу Баварскому с просьбой возразить ему по этому поводу, что, по-видимому, привело к некоторому улучшению его поведения В 1561 году стал диаконом Кельнского собора (1561-77), каноником св. Гереона, базилики в Кельне (1562-67), каноником в Страсбурге (1567—1601), в Эльвангене (1567-83). и в Вюрцбурге (1569-70). В 1571 году он стал диаконом Страсбургского собора и занимал эту должность до самой смерти. В 1576 году по назначению папы он также стал ректором собора в Аугсбурге.. Подобно его противнику, эти должности принесли ему влияние и богатство; они имели мало общего с его священническим характером.
Если бы выборы были оставлены папству, Эрнст был бы выбором, но Папа не был членом Соборного капитула, и Гебхард пользовался поддержкой нескольких католических и всех протестантских каноников в капитуле. В декабре 1577 года он был избран курфюрстом и архиепископом Кельна после ожесточенной борьбы с кандидатом на папство Эрнстом: Гебхард выиграл выборы двумя голосами. Хотя от него этого и не требовалось, Гебхард согласился пройти священнический сан; он был должным образом рукоположён в марте 1578 года и поклялся соблюдать постановления Трентского собора..

### Обращение
Агнес фон Мансфельд-Эйслебен (1551—1637) была протестантской канониссой в монастыре в Герресхайме. Её семья была младшей линией старого дома Мансфельдов, который к середине XVI в. потерял большую часть своего богатства, но не своего влияния. Линия Мансфельд-Айслебен сохранила значительную власть в своем районе; несколько кузенов и дядей Агнес подписали Книгу Согласия, и семья имела значительное влияние в делах Реформации. Она выросла в Айслебене, городе, где родился Мартин Лютер. Поместья семьи располагались в Саксонии, но сестра Агнес жила в городе Кёльн и была замужем за фрейхером (или бароном) Петером фон Крихингеном. Хотя Агнес была членом монастыря Герресхайм, она имела право на свободное передвижение. Нет определённой версии, когда и как она в конце 1579 или начале 1580 года попала в поле зрения Гебхарда: некоторые говорят, что он видел её во время одного из её визитов к сестре в Кельне. Другие утверждают, что он заметил её во время крестного хода. Он разыскал её, и они начали связь. Двое её братьев, Эрнст и Хойер Кристоф, вскоре посетили Гебхарда в резиденции архиепископа, чтобы обсудить брак. «Католическая вера Гебхарда, отнюдь не основанная на его сокровенном убеждении, начала колебаться, когда ему предстояло решить, отказаться ли от епископской митры и остаться верным любимой женщине, или отречься от своей любви и остаться членом церковной иерархии». Пока он обдумывал это, слухи о его возможном обращении разлетелись по курфюршеству.
Сама возможность обращения Гебхарда вызвала ужас в государстве, империи и Англии с Францией. Гебхард рассмотрел варианты и прислушался к своим советникам, главным из которых был его брат Карл Трухзесс фон Вальдбург (1548—1593) и граф фон Нойенар Адольф (1545—1589). Его противники в капитуле заручились поддержкой баварских Виттельсбахов и Папы. Дипломаты курсировали через Рейнскую область, умоляя Гебхарда рассмотреть исход обращения и то, как оно уничтожит курфюршество. Магистраты Кельна яростно выступали против любого возможного обращения и распространения паритета на протестантов в архиепископии. Сторонники-протестанты сказали Гебхарду, что он может жениться на женщине и сохранить власть, превратив его в династическое герцогство. По всему курфюршеству и на его границах сторонники и противники собирали свои войска, вооружали гарнизоны, запасались продовольствием и готовились к войне. 19 декабря 1582 года Гебхард объявил о своем обращении из «тьмы папства в Свет» Слова Божьего.

### Последствия
Обращение архиепископа Кельна в протестантизм вызвало религиозные и политические последствия во всей Священной Римской империи. Его обращение имело широкое значение для будущего избирательного процесса, установленного Золотой Буллой 1356 года. В этом процессе избирали императора семь имперских курфюрстов — четыре светских курфюрста Богемии, Бранденбурга, Пфальца и Саксонии; и три церковных курфюрста МайМайнца, Трира и Кельна. Присутствие по крайней мере трех католических выборщиков, которые коллективно управляли некоторыми из самых процветающих церковных территорий в Империи, гарантировало хрупкий баланс католиков и протестантов при голосовании; только один другой выборщик должен был проголосовать за кандидата-католика, гарантируя, что будущие императоры останутся в так называемой Старой вере. Возможность того, что один из этих выборщиков перейдет на протестантскую сторону, и этот выборщик произведет наследника, чтобы увековечить этот переход, изменит баланс в коллегии выборщиков в пользу протестантов.
Преобразование церковного престола в династическое царство, управляемое протестантским князем, бросило вызов принципу церковного княжества, который был предназначен для защиты церковных избирателей от самой этой возможности. С трудностями такого обращения сталкивались и раньше: предыдущий курфюрст и архиепископ в Кельне Герман фон Вид также обратился в протестантизм, но ушел со своего поста. Точно так же предшественник Гебхарда Салентин фон Изенбург-Гренцау женился в 1577 году, но ушел в отставку до женитьбы. Кроме того, причина его женитьбы — сохранить свой род — значительно отличалась от причины Гебхарда. Дому Вальдбургов не грозило исчезновение; Гебхард был одним из шести братьев, и только один из них выбрал церковную карьеру.
Дела ещё более осложнились, когда в Сретение Господне 2 февраля 1583 года Гебхард женился на Агнес фон Мансфельд-Эйслебен в частном доме в Розентале, недалеко от Бонна. После церемонии пара отправилась во дворец курфюрста в Бонне, где устроила большой пир. Без их ведома вов ремя празднования свадьбы член капитула Фридрих Саксен-Лауэнбургский с солдатами подошёл к укрепленному Кайзерсверту и взяли замок после короткого боя. Когда жители Кёльна услышали эту новость, воцарилось великое ликование.
Через два дня после женитьбы Гебхард возложил на своего брата Карла обязанности Statthalter (губернатора) и поручил ему управлять Бонном. Затем он и Агнес отправились в Цвайбрюккен, а оттуда на территорию Диллингенов, недалеко от Зольмс-Браунфельса, где бывший его верным сторонником граф помог ему собрать деньги и войска для удержания территории; Адольф, граф фон Нойенар вернулся в курфюршеству, чтобы подготовиться к его защите.
Намерение Гебхарда преобразовать важную церковную территорию в светское династическое герцогство c правом избрания императора привело бы к использованию принципа cuius regio, eius religio, по которому все подданные Гебхарда должны были обратиться в его веру. Кроме того, он, как относительно молодой человек, мог ожидать наследников. Папа Григорий XIII отлучил его от церкви в марте 1583 года, и капитул низложил его, избрав на его место 29-летнего каноника Эрнста Баварского, брата герцога Вильгельма V. Избрание Эрнста обеспечило участие влиятельного дома Виттельсбахов в предстоящей борьбе.

## Ход войны
Война имела три этапа. Первоначально это была локальная вражда между сторонниками Гебхарда и сторонниками католического ядра Соборного капитула. С избранием Эрнста Баварского конкурирующим архиепископом то, что было локальным конфликтом, расширилось в масштабах: избрание Эрнста гарантировало военный, дипломатический и финансовый интерес семьи Виттельсбахов в местных делах электората Кельна. После смерти Людовика VI, курфюрста Палатина в 1583 году и Вильгельма Молчаливого в 1584 году, конфликт снова изменился, поскольку два равных бойца обратились за помощью извне, чтобы выйти из тупика. Наконец, вмешательство герцога Пармского Александра Фарнезе, имевшего в своем подчинении испанскую армию Фландрии, изменило баланс сил в пользу католиков. К 1588 году испанские войска вытеснили Гебхарда из электората. В 1588 году он укрылся в Страсбурге, а оставшиеся протестантские опорные пункты электората пали перед войсками Пармы в 1589 году.
.

### Соборная вражда
Хотя Гебхард собрал вокруг себя некоторые войска, он надеялся заручиться поддержкой лютеранских князей. К несчастью для него, он обратился в другую ветвь реформатской веры; такие осторожные лютеранские князья, как курфюрст Саксонии Август I отказывались оказывать военную поддержку кальвинистам, и курфюрст Вальдбург не смог убедить их присоединиться к делу. У Гебхарда было три основных сторонника. Его брат Карл был женат на графине Гогенцоллерн Элеоноре, и Гебхард мог надеяться, что этот семейный союз с жаждущими власти Гогенцоллернами поможет его делу. Другой давний союзник и сторонник Адольфа, граф фон Нейенар, был успешным и хитрым военачальником, чья армия охраняла северную часть территории. Наконец, родной брат Иоанн Казимир выразил свою поддержку и устроил большую демонстрацию силы в южной части курфюрста.
В первые месяцы после обращения Гебхарда две соперничающие армии неистовствовали в южной части избирательной территории, уничтожая так называемый Оберштифт. Деревни, аббатства, монастыри и несколько городов были разграблены и сожжены обеими сторонами; Линц-на-Рейне и Арвейлер избежали разрушения, поклявшись в верности Салентину. Летом 1583 года Гебхард и Агнес нашли убежище сначала в Вест-ин-Вест-Реклингхаузен, вотчине электората, а затем в Вестфальском герцогстве, в замке Аренсберг. На обеих территориях Гебхард запустил столько Реформации, сколько смог, хотя его солдаты предавались приступу иконоборчества и грабежу.

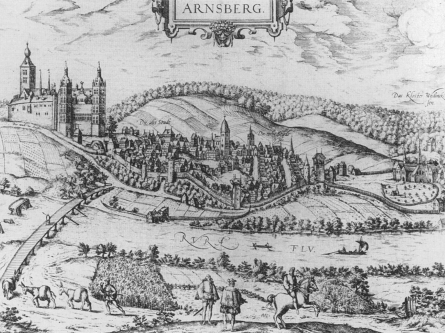
Замрк Арнсберг (1588 год).

Первоначально, несмотря на несколько неудач, военные действия, казалось, шли в пользу Гебхарда, пока в октябре 1583 года не умер курфюрст Палатина, а Казимир распустил свою армию и вернулся ко двору своего брата в качестве опекуна нового герцога — его 10-летнего сына и своего племянника. В ноябре 1583 года из своего замка Аренсберг в Вестфалии он писал советнику и начальнику шпионской службы королевы Елизаветы Фрэнсису Уолсингему: «Наши нужды неотложны, и мы верим, что вы [Уолсингем] и другие добродетельные советники королевы можете нам помочь; более того, поскольку Бог призвал нас к познанию Себя, мы слышали от наших советников, что вы любите и содействуете служению Богу»
В тот же день Гебхард написал также архиепископу Кентерберийскому и епископу Лондонскому, излагая свою позицию: «Воистину, римский антихрист двигает каждый камень, чтобы угнетать нас и наши церкви…» Два дня спустя, он написал более длинное письмо королеве: «Поэтому мы смиренно молим ваше величество одолжить нам 10 000 ангелотов и послать их как можно скорее, чтобы мы могли сохранить наши церкви этой зимой от вторжения врага; ибо, если мы потеряем Бонн, они окажутся в величайшей опасности, а если Бог позволит нам сохранить его, мы надеемся, Его благодатью, что Антихрист и его агенты будут разбиты в своих гнусных попытках против тех, кто взывает к истинному Богу».
Годесбург, крепость в нескольких километрах от столицы курфюрста Бонна, была взята штурмом в конце 1583 года после жестокой месячной осады; когда баварские канонады не смогли пробить бастионы, саперы прорыли туннели под толстыми стенами и взорвали укрепления снизу. Войска католического архиепископа так и не смогли прорвать остатки укреплений, поэтому проползли через шлюзы гардероба (отсюда и название, Канализационная война). Взяв крепость, они убили всех защитников, кроме четырёх, капитана гвардии, который мог доказать, что он гражданин Кельна, сына важного кельнского политика, командира и его жены. 5 миль (8 км) дороги между Годесбергом и Бонном были заполнены таким количеством войск, что выглядели как военный лагерь. В то же время, в одном из немногих регулярных сражений войны, сторонники Гебхарда одержали победу при Алсте (фр. Alost) над католическими войсками Фридриха Саксен-Лауэнбургского, который собрал собственную армию и вступил в бой по собственному желанию несколькими месяцами ранее..
Католики предложили Гебхарду большую сумму денег, от которой он отказался, потребовав вместо этого восстановления своего государства. Когда дальнейшие переговоры между курфюрстами и императором во Франкфурте-на-Майне, а затем в Мюльхаузене в Вестфалии не привели к соглашению об урегулировании спора, Папа организовал прибытие в начале 1594 года нескольких тысяч испанских солдат.

### Внешние силы
Избрание Эрнста Баварского превратило местную вражду в более общегерманское явление. Папа выделил 55 000 крон на оплату солдатам, сражавшимся за Эрнста, и ещё 40 000 прямо в казну нового архиепископа. Под командованием его брата силы Эрнста прорвались в Вестфалию, угрожая Гебхарду и Агнес в их крепости в Аренсбурге. Гебхард и Агнес бежали в мятежные провинции Нидерландов с почти 1000 всадников, где принц Вильгельм дал им убежище в Делфте. Там Гебхард выпросил у пребывающего в бедственном положении Вильгельма войска и деньги. После убийства Уильяма в июле 1584 года Гебхард написал королеве Елизавете письмо с просьбой о помощи. Елизавета ответила в конце 1585 года, поручив ему связаться с её заместителем у мятежных голландцев и недавно назначенным главнокомандующим её армией в Нидерландах графом Лестера Робертом Дадли. У Елизаветы были свои проблемы с приверженцами её королевы Шотландии Марии и испанцами.

### Патовая ситуация
К концу 1585 года, хотя брат Эрнста добился значительных успехов в электорате Кельна, обе стороны зашли в тупик. Значительная часть населения присоединилась к кальвинистской доктрине; чтобы поддержать их, кальвинистская Швейцария и Страсбург предоставили постоянный поток теологов, юристов, книг и идей. Кальвинистские бароны и графы понимали опасность испанской интервенции: это означало агрессивное внедрение Контрреформации на их территории. Франция в лице Генриха III была в равной степени заинтересована, поскольку окружение его королевства Габсбургами вызывало беспокойство. Другая значительная часть электората придерживалась старой веры, поддерживаемой иезуитами, финансируемыми Виттельсбахом. Сторонники обеих сторон совершали собственные злодеяния: в городе Кельн простой слух о приближении армии Гебхарда заставил бунтовщиков убить нескольких человек, подозреваемых в сочувствии протестантскому делу..
Эрнст зависел от своего брата и католических баронов в Кафедральном соборе, чтобы удерживать приобретенную им территорию. В 1585 году Мюнстер, Падерборн и Оснабрюк уступили энергичному преследованию Фердинанда в восточных регионах электората, а вскоре и Минден.С их помощью Эрнст смог удержать Бонн. Поддержка со стороны самого города Кельна также была надежной. Однако, чтобы изгнать Гебхарда, Эрнсту в конечном итоге пришлось обратиться за помощью к Александру Фарнезе, который командовал испанскими войсками в Нидерландах (армией Фландрии).
Герцог был более чем готов помочь. Электорат, стратегически важный для Испании, предлагал ещё один сухопутный путь, по которому можно было добраться до мятежных северных провинций Нидерландов. Хотя испанская дорога из владений Испании на берегу Средиземного моря вела к её территориям на территории современной Бельгии, это был долгий и трудный переход, осложненный снабжением войск и потенциально враждебным населением территорий, через которые он проходил. Альтернативный маршрут по Рейну обещал лучший доступ к Габсбургским Нидерландам. Кроме того, присутствие кальвинистского электората почти на границе с Нидерландами могло задержать их усилия по возвращению мятежных голландцев под испанское правление и католическое вероисповедание. Филиппа II и его генералов можно было убедить поддержать дело Эрнста из таких соображений. Действительно, процесс вмешательства начался раньше. В 1581 году войска Филиппа, оплаченные папским золотом, взяли Аахен, захваченный протестантами; к середине 1580-х годов силы Фарнезе, поощряемые Виттельсбахами и католиками в Кельне, обеспечили себе гарнизоны на северных территориях электората. К 1590 году эти гарнизоны дали Испании доступ к северным провинциям, и Филипп чувствовал себя достаточно комфортно с его военным доступом к провинциям и с их изоляцией от возможной поддержки со стороны немецких протестантов, чтобы направлять больше своего внимания на Францию, а не на свои проблемы. с голландцами.
С другой стороны вражды, чтобы удержать территорию, Гебхарду требовалась полная поддержка его брата-военного и очень способного Нойенара. Чтобы вытеснить Эрнста, ему нужна была дополнительная поддержка, которую он просил у Делфта и у Англии. Очевидно, что в интересах Англии и голландцев было предложить помощь; если бы голландцы не смогли связать испанскую армию во Фландрии и если бы эта армия нуждалась в военном флоте для снабжения, Филипп не мог бы сосредоточить свое внимание на англичанах и французах. го собственные дипломаты стремились представить его дело как вызывающее неотложную озабоченность всех протестантских князей: в ноябре 1583 года один из его советников, доктор Венцеслав Цулегер, писал Фрэнсису Уолсингему: «Уверяю вас, если курфюрсту Кельна не будет оказана помощь, вы увидите, что война в Нидерландах вскоре распространится на всю Германию» Поддержка, которую получил Гебхард в виде войск графа Лестера и голландцев в виде наемника Мартина Шенка, имела неоднозначные результаты. Войска Лестера, профессиональные и хорошо руководимые, действовали хорошо, но их полезность была ограниченной: инструкции Элизабет помочь Гебхарду не сопровождались финансовой поддержкой, а Лестер продал свою собственную тарелку и исчерпал свой личный кредит, пытаясь выставить армию. Мартин Шенк прошел значительную службу в испанской армии Фландрии, у французского короля и у самого Пармы. Он был опытным и харизматичным солдатом, и его люди сделали для него все, что угодно; как сообщается, он мог спать в седле и казался неукротимым в поле. К сожалению, Шенк был не более чем наземным пиратом, разбойником и негодяем, и в конечном счете он принес Гебхарду больше вреда, чем пользы, как показало его поведение в Вестфалии и в битве при Верле.

### Утрата Вестфалии

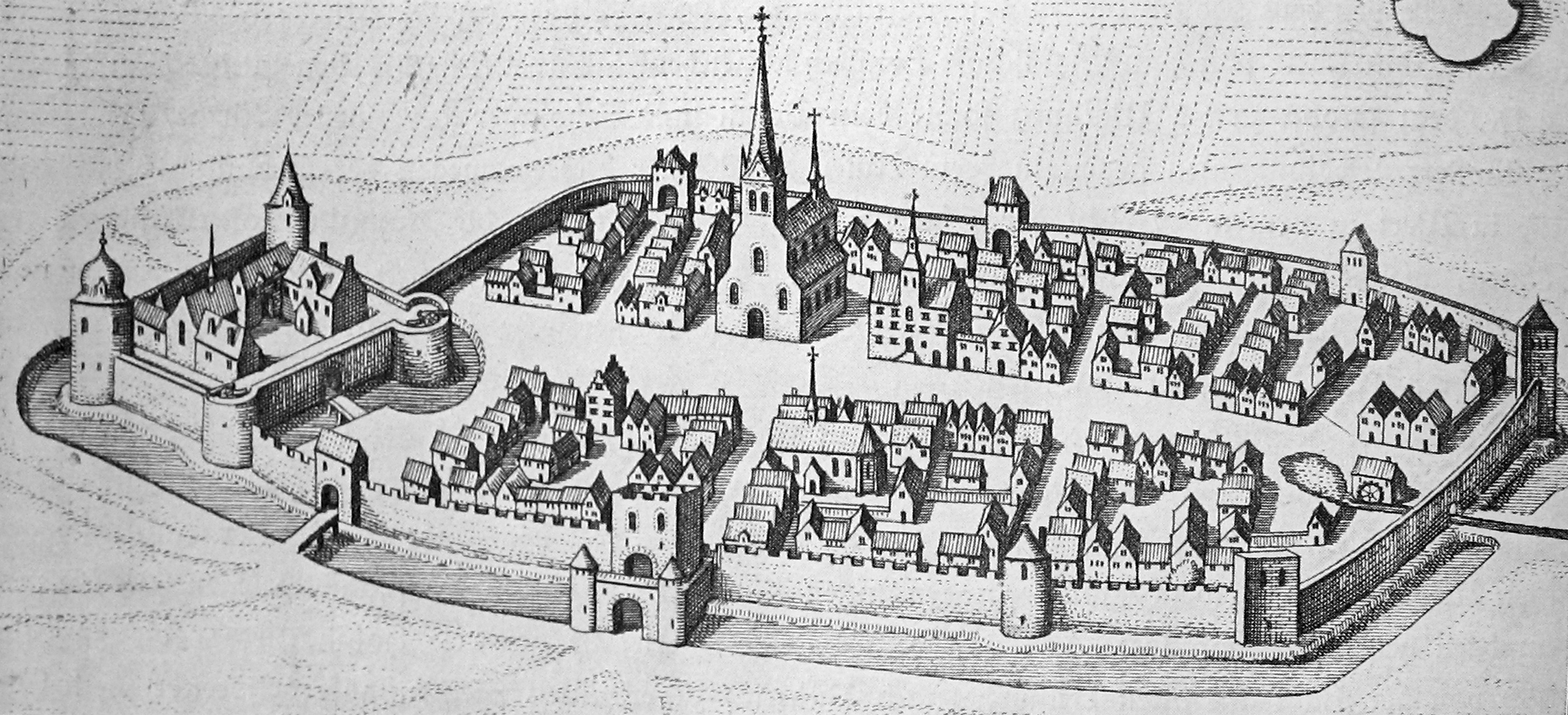
Cloedt and Schenck captured the well-fortified City of Werl through a «salty» strategem: they hid several well-armed soldiers in a wagon and covered the men with salt, in a 16th-century version of the Trojan Horse.

В конце февраля 1586 года Фридрих Клодт, которого Гебхард поставил командующим Нейсом, и Мартин Шенк отправились в Вестфалию во главе 500 пехотинцев и 500 всадников. После разграбления Вест-Реклингхаузена 1 марта они обманным путем захватили Верль. В конце февраля 1586 года Фридрих Клодт, которого Гебхард поставил командующим Нейсом, и Мартин Шенк отправились в Вестфалию во главе 500 пехотинцев и 500 всадников. После разграбления Вест-Реклингхаузена 1 марта они обманным путем захватили Верль. Шенк отступил в Венло, а Клодт вернулся в город Нойс..

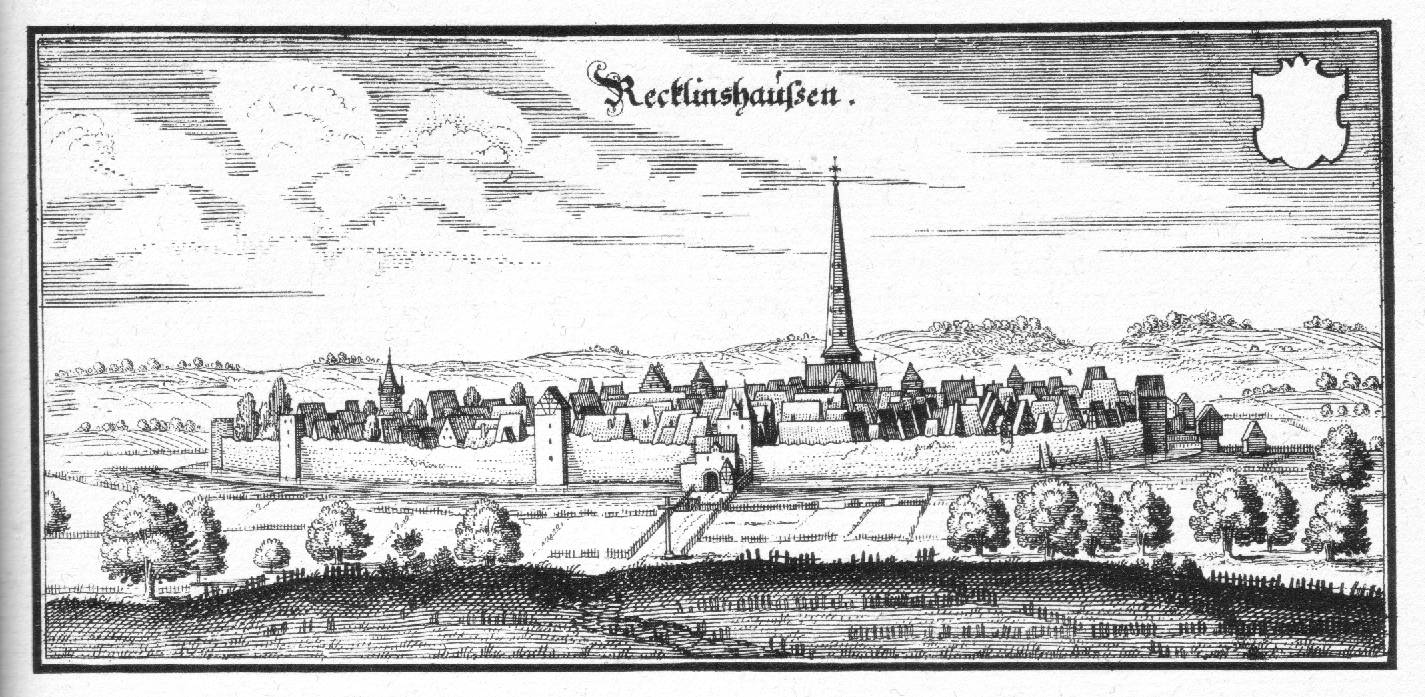
Martin Schenck and Friedrich Cloedt plundered Recklinghausen in late spring, 1586.

В какой-то степени трудности, с которыми столкнулись и Гебхард, и Эрнст при победе в войне, были такими же, как у испанцев при подавлении голландского восстания. Затянувшаяся испано-голландская война — 80 лет ожесточенных боев, прерываемых периодическими перемириями, пока обе стороны собирали ресурсы, — объяснялась характером войны: враги жили в укрепленных городах, защищенных бастионами в итальянском стиле, а это означало, что города были быть взятым, а затем укреплены и сохранены. И для Гебхарда, и для Эрнста, как и для испанских командиров в близлежащей низменности, победа в войне означала не только мобилизацию достаточного количества людей, чтобы окружить, казалось бы, бесконечный цикл вражеских артиллерийских крепостей, но и сохранение имеющейся армии и защиту всех своих владений как они были приобретены. Кельнская война, похожая в этом отношении на голландское восстание, также была войной осад, а не войной собранных армий, противостоящих друг другу на поле битвы, и не манёвром, уловкой и парированием, которые были характерны для войн двумя веками ранее и позже. Эти войны требовали людей, которые могли бы управлять военной машиной, что означало наличие у солдат обширных экономических ресурсов для строительства и эксплуатации осадных сооружений, а также политическую и военную волю для поддержания работы военной машины. Испанцы столкнулись с другой проблемой, расстоянием, которое вызвало у них явный интерес к вмешательству в кельнское дело: электорат лежал на реке Рейн и испанской дороге..

#### Разрушение Нойса
Сторонник Гебхарда Адольф фон Нейенар окружил Нойс в марте 1586 года и убедил небольшой гарнизон капитулировать. Он укрепил и пополнил город солдатами, поставив молодого Фридриха Клодта во главе гарнизона из 1600 человек, в основном немцев и голландских солдат. Укрепления города были значительными; 100 лет назад он выдержал длительную осаду Карла Смелого (1433—1477), помимо укреплений опираяст на естественную защиту реки. В июле 1586 года Алессандро Фарнезе подошел к городу и окружил его; по иронии судьбы среди его войск был двоюродный брат Агнес Карл фон Мансфельд Герцог Пармский располагал внушительной силой; помимо 2000 солдат Мансфельда, у него было ещё около 6 тыс. пехотинцев и 2 тыс. хорошо оснащенных, опытных итальянских, испанских и немецких солдат и около 45 пушек, которые он распределил по редуту через реку и по высотам недалеко от городских стен. Согласно общепринятым военным протоколам 1586 года, Фарнезе требовал капитуляции города до начала канонады. Клодт вежливо отказался капитулировать. На следующий день, когда был праздник святого Иакова и покровительственный день испанцев, обстрел не начался, хотя в испанском лагере ходили ложные слухи, что протестанты заживо поджарили двух испанских солдат в католический святой день.

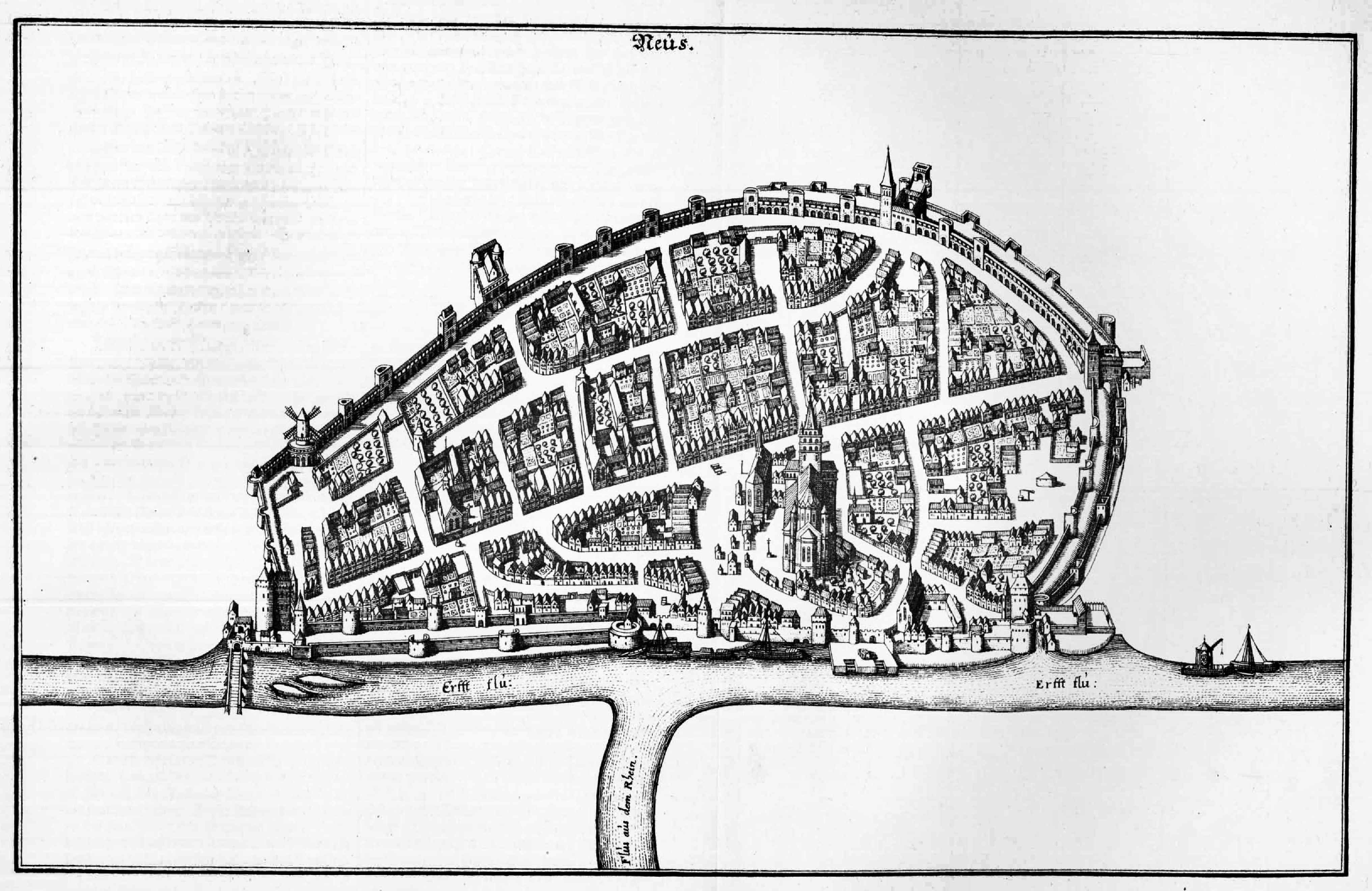
Engraved map of the city of Neuss, showing the wide streets leading from gate to gate; the soldiers entered at each gate. After house-to-house fighting, they reached the market, where they found Cloedt and hanged him from a window.

На следующий день артиллерия 3 часа колотила по стенам железными пушечными ядрами весом 30-50 фунтов; всего его артиллерия произвела более 2700 выстрелов. Испанцы предприняли несколько попыток штурма города, каждая из которых была отражена 1600 солдатами Клодта. Девятый штурм пробил внешнюю стену. Испанские и итальянские войска вошли в город с противоположных концов и встретились посередине. Клодта, тяжело раненного (как сообщается, ему чуть не оторвало ногу и у него было ещё пять серьёзных ранений), унесли в город. Войска Пармы обнаружили Клодта, за которым ухаживали его жена и сестра. Хотя Парма был склонен почтить командира гарнизона солдатской смертью от меча, Эрнст потребовал его немедленной казни. Умирающего повесили на окне вместе с несколькими другими офицерами
Испанский полководец не пытался сдерживать своих солдат. Неистовствуя в городе, итальянские и испанские солдаты вырезали остальную часть гарнизона, даже тех, кто пытался сдаться. Как только их жажда крови была удовлетворена, они начали грабить. Гражданские лица, укрывшиеся в церквях, сначала игнорировались, но когда начался огонь, они были вытеснены на улицы и попали в ловушку неистовствующих солдат. В современных рассказах говорится о детях, женщинах и стариках в тлеющей или горящей одежде, пытающихся спастись от пожара, но попавших в ловушку разъяренных испанцев; если им удалось избежать огня и испанцев, их загнали в угол разъяренные итальянцы. Парма написал королю Филиппу, что более 4000 человек лежат мертвыми во рвах (рвах). Английские наблюдатели подтвердили это сообщение и уточнили, что уцелело только восемь зданий.

### Завершение войны
Фарнезе подошёл к Нойсу и готовился к крупному штурму, ресурсы испанской армии Нидерландов быстро изменили баланс в пользу Эрнста. В 1586 году союзники Эрнста захватили Вест Реклингхаузен, хотя им не удалось поймать Шенка, и они превратили Нойс в груду щебня. В 1587 году они окружили и взяли укрепленные города в Оберштифте, отвоевав Бонн, Годесберг и Линц-на-Рейне, а также десятки небольших укрепленных городов, деревень и ферм. Повсюду солдаты с обеих сторон мародерствовали и грабили сельскую местность в поисках важных чиновников, добычи или других ценностей. 12 ноября 1587 года, как писал один из осведомителей Уолсингема, «солдаты Вартендонца (Мартин Шенк) ежедневно выезжают на экскурсии, причиняя во всех местах очень большой вред, ибо везде у них свободный проход. На днях вечером они отправились со 180 лошадьми над Бонном, между Орхелем и Линцем (на Рейне), чтобы взять в плен графа Салатина д’Иссенбурга, но их замысел не удался, так как он удалился в замок». В начале 1588 года сторонники Гербхарда снова захватили Бонн; соглядатый Уолсингема в Гейдельберге сообщил, что князь Таксис был убит за пределами Бонна вместе с 300 испанскими солдатами..
К весне 1588 года у Гебхарда закончились возможности. В 1583 году он отказался от предложенного ему после конференций во Франкфурте и в Вестфалии владения, рассчитывая на поддержку других протестантских курфюрстов. Когда их поддержка не материализовалась, он использовал дипломатические контакты с французами, голландцами и англичанами; которые также оказали ограниченную помощь. После разрушения Нойса в 1586 году и потери большей части южной части курфюршества в 1587 году Райнберг и его окрестности были единственными территориями электората, на которые он мог претендовать, и большая часть этого ускользнула из его рук в 1588 году. Его проблемы со здоровьем (известные как Gelenkenschmerz или боль в суставах) не позволяли ему ездить верхом, что ограничивало его возможности путешествовать. Весной 1588 года он оставил курфюршество под защиту Нойенара и Мартина Шенка, удалившись в Страсбург. Нойенар и Шенк продолжали сражаться за него, но первый погиб в результате артиллерийского взрыва в 1589 году, а второй тем летом был убит в Неймегене. Без них, чтобы защитить свои притязания на электорат, Рейнберг, последний форпост Гебхарда в северном электорате, пал перед войсками испанцев в 1589 году.

## Итоги
После изгнания Гебхарда Эрнст взял на себя полную ответственность за курфюршество. В последние годы его жизни нунций в Кельне взял на себя ответственность за финансовое управление архиепископией, а племянник курфюрста Фердинанд Баварский был избран в капитул собора. Когда Эрнст умер в 1612 году, капитул собора должным образом избрал его племянника на эту должность, Виттельсбахи удерживали курфюршество как свой плацдарм на Северном Рейне до 1761 года.
Правление Эрнста и его четырёх преемников укрепило позиции Виттельсбахов в имперской политике. Победа католической партии ещё больше укрепила контрреформацию на северо-западных территориях Священной Римской империи, особенно в граничивших с протестанатскими владениями епархиях Мюнстер, Падерборн, Оснабрюк и Минден. Как только брат Эрнста или союзники, вроде герцога Пармского, восстановили контроль, иезуиты эффективно выявляли любых непокорных протестантов и обращали их в католицизм. Контрреформация была тщательно применена в Нижней Рейнской области с целью привлечь каждого протестанта, будь то лютеранин или кальвинист, в лоно католиков. Благодаря своим усилиям испанцы приобрели важные плацдармы на реке Рейн, обеспечив сухопутный путь к мятежным северным провинциям, что помогло продлить и без того затяжную войну за отделение на следующее столетие.
Немецкая традиция местной и региональной автономии структурно и культурно отличалась от все более централизованной власти европейских государств, вроде Франции, Англии и Испании. Это различие сделало их уязвимыми для вмешательства испанских, французских, итальянских, голландских, английских и шотландских наемников и влияния папского золота и изменило динамику внутригерманских конфессиональных и династических споров. Игроки европейской политической сцены раннего Нового времени осознали, что они могут усилить свои позиции по отношению друг к другу, помогая, продвигая или подрывая местную и региональную конкуренцию между германскими князьями. И наоборот, немецкие князья, герцоги и графы поняли, что они могут получить преимущество над своими конкурентами, продвигая интересы могущественных соседей. Масштабы участия иностранных наёмных армий, как фландрская армия Испании, создали прецедент для интернационализации споров о местной автономии и религиозных вопросов в немецких государствах, проблема не была решена до Вестфальского мира в 1648 году. Даже после этого урегулирования германские государства оставались уязвимыми как для внешнего вмешательства, так и для религиозного раскола.